# 全国高等専門学校体育大会
全国高等専門学校体育大会（ぜんこくこうとうせんもんがっこうたいいくたいかい）とは、高等専門学校（高専）の学生が参加して行うスポーツ競技部（運動部）の全国大会をいう。主催は全国高等専門学校連合会。

## 概要
例年スポーツ庁とスポ協などが後援。2020年は中止。
全国大会の前に全国を9地域（北海道・東北・関東信越・北陸・東海・近畿・中国・四国・九州沖縄）に分けた地区大会を代表決定戦として行う。
全国大会の事務局は、加盟校の持ち回りで行われ、各競技は上記9地域の持ち回りで行われ各競技は地域内の高専で分担開催され、事務局は地域内の担当校に置かれる。

## 競技
年一度実施するが、大会はいわゆる総合体育大会として一堂に会して実施するのではなく、個々の競技に分かれて、それぞれ主管校を中心にして実施される。競技によっては地域の競技連盟の主催大会として行われるものもある。
以下の競技が行われる。
- 陸上競技：全国高等専門学校体育大会陸上競技（高専体協の陸上競技専門部と日本陸上競技連盟の共催）
- バスケットボール：全国高等専門学校体育大会バスケットボール競技（高専体協のバスケットボール競技専門部と日本バスケットボール協会の共催）
- バレーボール：全国高等専門学校体育大会バレーボール選手権大会（高専体協のバレーボール競技専門部と日本バレーボール協会の共催）
- ソフトテニス：全国高等専門学校体育大会ソフトテニス競技（高専体協のソフトテニス競技専門部が主催、日本ソフトテニス連盟が後援）
- 卓球：全国高等専門学校体育大会卓球競技（高専体協の卓球競技専門部が主催、日本卓球協会が後援）
- 柔道：全国高等専門学校体育大会柔道競技（高専体協の柔道競技専門部と全日本柔道連盟の共催）
- 剣道：全国高等専門学校体育大会剣道競技（高専体協の剣道競技専門部が主催、全日本剣道連盟が後援）
- 野球（硬式野球）：全国高等専門学校体育大会硬式野球競技（高専体協の野球競技専門部が主催）
- サッカー：全国高等専門学校サッカー選手権大会（高専体協のサッカー競技専門部と日本サッカー協会の共催）
- ハンドボール：全国高等専門学校ハンドボール選手権大会（高専体協のハンドボール競技専門部と日本ハンドボール協会の共催）
- テニス：全国高等専門学校テニス選手権大会（高専体協のテニス競技専門部と日本テニス協会の共催）
- バドミントン：全日本高等専門学校バドミントン選手権大会（高専体協のバドミントン競技専門部と日本バドミントン協会の共催）
- 水泳：全国高等専門学校体育大会水泳競技（高専体協の水泳競技専門部が主催、日本水泳連盟が後援）
- ラグビー：全国高等専門学校ラグビーフットボール大会（高専体協のラグビー競技専門部と日本ラグビーフットボール協会共催）

ラグビーのみが冬季（1月初旬）に行われ、残りは8月初旬～中旬に主管校地域で行われる。